# Список глав государств в 891 году
Список глав государств в 890 году — 891 год — Список глав государств в 892 году — Список глав государств по годам

## Азия
- Аббасидский халифат — аль-Мутамид, халиф (870 — 892)
  -  Алавиды — Мухаммад ибн-Зейд, эмир (884 — 900)
  -  Зийядиды — Ибрагим ибн Мухаммад, эмир (859 — 902)
  -  Саджиды — Мухаммед Афшин, афшин (889 — 901)
  -  Саманиды — Наср ибн Ахмад, эмир (864 — 892)
  -  Саффариды — Амр ибн Лейс, эмир (879 — 901)
  -  Табаристан (Баванди) — Рустам II, испахбад (867 — 896)
  -  Хамданиды — Хамдана ибн Хамдун, эмир (868 — 895)
  - Яфуриды — Мухаммад I ибн Йафур, имам (872 — 892)
- Абхазское царство — Баграт I, царь (887 — 898/899)
- Армения (Анийское царство) — 
  - Ашот I, царь (885 — 891)
  - Смбат I, царь (891 — 914)
- Бохай (Пархэ) — Да Сюаньси, ван (872 — 894)
- Вайтхали[англ.] — Тюла Тенг Санда, царь[англ.] (884 — 903)
- Грузия —
  - Кахетия — Падла I, князь[англ.] (881 — 893)
  - Тао-Кларджети — Адарнас I, царь (888 — 923)
    - Гурген I, куропалат (Тао) (881 — 891)
    - Адарнас III, эристави (Тао) (891 — 896)
    - Баграт I, мампали (Кларджети) (889 — 900)

  - Тбилисский эмират — Джаффар I бен Али, эмир (880 — 914)
- Индия — 
  - Венги (Восточные Чалукья) — Гунага Виджаядитья III, махараджа (849 — 892)
  - Гурджара-Пратихара — Махендрапала I, махараджа (890 — 910)
  - Западные Ганги — Рашамалла II, махараджа (870 — 907)
  - Качари[англ.] — Ворахи, царь[англ.] (885 — 925)
  - Кашмир — Самкараварман, царь[нем.] (883 — 902)
  - Пала — Нараянапала, царь (855 — 908)
  - Паллавы (Анандадеша) — Апараджитаварман, махараджа (879 — 898)
  - Пандья — Парантака Виранарайана, раджа (880 — 900)
  - Парамара[англ.] — Сияка I, махараджа[англ.] (843 — 893)
  - Раштракуты — Кришнараджа II Акалаварша, махараджадхираджа (878 — 914)
  - Чола — Адитья I, махараджа (881 — 907)
  - Ядавы (Сеунадеша) — Сеуначандра I, махараджа (870 — 900)
- Индонезия — 
  - Матарам (Меданг) — Девендра, шри-махараджа (890 — 898)
  - Сунда — 
    - Прабу Гайях Кулон, король (819 — 891)
    - Прабу Дармаракса, король (891 — 895)
- Камарупа — Тьягасимха, царь (880 — 900)
- Караханидское государство — Кул Билга-хан, хан (840 — 893)
- Китай (Династия Тан) — Чжао-цзун (Ли Е), император (888 — 904)
- Кхмерская империя (Камбуджадеша) — Яшоварман I, император (889 — 910)
- Наньчжао — Шэнмин Вэньу-хуанди (Мэн Луншунь), ван (877 — 897)
- Паган — Танне, король[англ.] (878 — 904)
- Раджарата (Анурадхапура) — Сена II, король (866 — 901)
- Силла — Чинсон, йован (887 — 897)
- Тямпа — Индраварман II, князь (ок. 854 — ок. 898)
- Ширван — Мухаммад ибн Хайсам, ширваншах (881 — 912)
- Япония — Уда, император (887 — 897)

## Африка
- Гао — Косой, дья (ок. 890 — ок. 920)
- Берегватов Конфедерация — Абу Гафир Мухаммад, король (ок. 888 — ок. 917)
- Идрисиды — Йахья ибн Хасан ибн Идрис ас-Сагир, халиф Магриба (880 — 904)
- Ифрикия (Аглабиды) — Абу Исхак Ибрахим ибн Ахмад, эмир (875 — 902)
- Канем — Фуне, маи (ок. 835 — ок. 893)
- Макурия — Георгий I, царь (ок. 870 — ок. 892)
- Некор[англ.] — Саид II ибн Салих, эмир[англ.] (864 — 916)
- Рустамиды — Мухаммад Абуль-Йакзан ибн Афлах, имам (874 — 894)
- Сиджильмаса — Йльяс ал-Мунтасир, эмир (883 — 909)
- Тулунидов государство — Хумаравейх, эмир (884 — 895)

## Европа
- Англия — 
  - Восточная Англия — Эорик, король (890 — 902)
  - Думнония — Алонор ап Элуйд, король (890 — 900)
  - Йорвик — Гутред, король (878 — 895)
  - Уэссекс — Альфред Великий, король (871 — 899)
- Болгарское царство — Владимир Расате, князь (889 — 893)
- Венгрия — Арпад, князь (надьфейеделем) (889 — 907)
- Венецианская республика — Пьетро Трибуно, дож (888 — 911)
- Верхняя Бургундия — Рудольф I, король (888 — 912)
- Византийская империя — Лев VI, император (886 — 912)
- Восточно-Франкское королевство — Арнульф Каринтийский, король (887 — 899)
  - Бавария — Арнульф Каринтийский, король (887 — 899)
  - Паннонская марка — Арибо, маркграф (871 — 909)
  - Саксония — Оттон I Сиятельный, герцог (880 — 912)
  - Тюрингия — Поппо II, герцог, маркграф Собской марки (880 — 892)
- Гасконь — Санш III Митарра, герцог (864 — ок. 893)
- Дания — Зигфрид, король (873 — 903)
- Западно-Франкское королевство — Эд Парижский, король (888 — 898)
  - Аквитания — Эбль Манцер, король (890 — 893, 927 — 932)
  - Ампурьяс — 
    - Суньер II, граф  (862 — 915)
    - Дела, граф  (862 — 894/895)

  - Ангулем — Алдуин I, граф (886 — 916)
  - Барселона — Вифред I Волосатый, граф (878 — 897)
  - Бретань — Ален I Великий, король (877 — 907)
    - Ванн — Ален I Великий, граф (877 — 907)
    - Нант — Ален I Великий, граф (877 — 907)

  - Бретонская марка — Роберт I, маркиз (888 — 922)
  - Готия — Гильом I Благочестивый, маркиз (886 — 918)
  - Каркассон — Акфред I, граф (879 — 906)
  - Конфлан — Миро I Старый, граф (870 — 896)
  - Мэн — Роже, граф (886 — 893, 895 — 900)
  - Нормандская марка — Беренгер II, маркиз (886 — 896)
  - Овернь[англ.] — Гильом I Благочестивый, граф (886 — 918)
  - Отён — Ричард I Заступник, граф (880 — 918)
  - Пальярс и Рибагорса — Рамон I, граф (872 — 920)
  - Париж — Роберт I, граф (888 — 922)
  - Пуатье — Эбль Манцер, граф (890 — 892, 902 — 934)
  - Руссильон — Миро Старый, граф (878 — 896)
  - Руэрг — Эд, граф (872 — 898)
  - Серданья — Вифред I Волосатый, граф (870 — 897)
  - Труа — Адалельм, граф (886 — 894)
  - Тулуза — Эд, маркграф (886 — 918)
  - Урхель — Вифред I Волосатый, граф (870 — 897)
  - Фландрия — Бодуэн II, граф (879 — 918)
  - Шалон — Манасия I Старый, граф (887 — 918)
- Ирландия — Фланн Синна, верховный король (879 — 916)
  - Айлех — 
    - Флетбертах мак Мурхадо, король (887 — 896)
    - Домналл мак Аэдо, король (887 — 911)

  - Дублин — Ситрик I, король (888 — 896)
  - Коннахт — Тадг I, король (888 — 900)
  - Лейнстер — Кербалл мак Муйрекан, король (885 — 909)
  - Миде — Фланн Синна, король (877 — 916)
  - Мунстер — Дуб Лахтна, король (888 — 895)
  - Ольстер — Бекк мак Айремойн, король (886 — 893)
- Испания —
  - Арагон — Аснар II Галиндес, граф (867 — 893)
  - Астурия — Альфонсо III Великий, король (866 — 910)
    - Алава — Муньо Велас, граф (883 — 921)

  - Кордовский эмират — Абдаллах, эмир (888 — 912)
  - Наварра — 
    - Фортун Гарсес, король (882 — 905)
    - Иньиго II Гарсес, король (882 — 905)
- Италийское королевство — 
  - Гвидо Сполетский, король Италии, император Запада (889 — 894)
  - Беренгар I Фриульский, король Италии (888 — 924)
  - Иврейская марка — Анскар I, маркграф (888 — 902)
  - Сполето — Гвидо III, герцог (883 — 894)
  - Тосканская марка — Адальберт II Богатый, маркграф (886 — 915)
  - Фриульская марка — Беренгар I, маркграф (874 — 924)
- Италия —
  - Беневенто — 
    - Аиульф II, князь (884 — 891)
    - Орсо, князь (891 — 892)

  - Гаэта — Доцибил I, консул[англ.] (890 — 906)
  - Капуя — Атенульф I, князь (887 — 910)
  - Неаполь — Афанасий, герцог (878 — 898)
  - Салерно — Гвемар I, князь (880 — ок. 900)
- Киевская Русь (Древнерусское государство) — Олег Вещий, великий князь Киевский, князь Новгородский (882 — 912)
- Критский эмират — Умар II, эмир (880 — 895)
- Лотарингия — Арнульф Каринтийский, король (887 — 895)
  - Эно (Геннегау) — Ренье I Длинношеий, граф (880 — 898)
- Моравия Великая — Святополк I, князь (870 — 894)
  - Чехия — Борживой I, князь (ок. 872 — ок. 892)
- Норвегия — Харальд I Прекрасноволосый, король (872 — 930)
- Паннонская Хорватия — Браслав, князь (ок. 880 — ок. 898)
- Папская область — 
  - Стефан V (VI), папа римский (885 — 891)
  - Формоз, папа римский (891 — 896)
- Португалия — Лусидиу Вимаранеш, граф (873 — 895)
- Приморская Хорватия — Бранимир, герцог (879 — 892)
- Прованс (Нижняя Бургундия) — Людовик III Слепой, король (887 — 928)
- Сербия — 
  - Мутимир, князь (ок. 851 — 891)
  - Первослав, князь (891 — 892)
- Уэльс —
  - Брихейниог — Грифид II, король (ок. 890 — 900)
  - Гвент — Брохвайл ап Мейриг, король (880 — 920)
  - Гвинед — Анарауд ап Родри, король (878 — 916)
  - Гливисинг — Оуайн ап Хивел, король (886 — 930)
  - Дивед — Хивайд, король (878 — 893)
  - Сейсиллуг — Каделл ап Родри, король (872 — 909)
- Хазарский каганат — Вениамин, бек (ок. 880 — ок. 920)
- Швеция — Бьёрн Эриксон, конунг (882 — 932)
- Шотландия (Альба) — Дональд II, король (889 — 900)

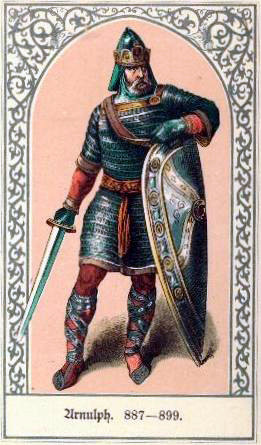
Арнульф Каринтийский 887-899 Король Восточно-Франкского королевства
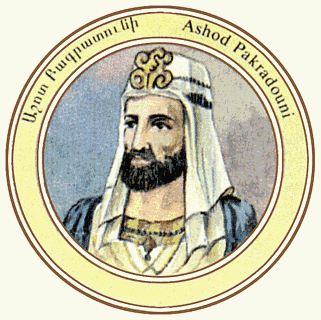
Ашот I Великий 885-891 Царь Армении
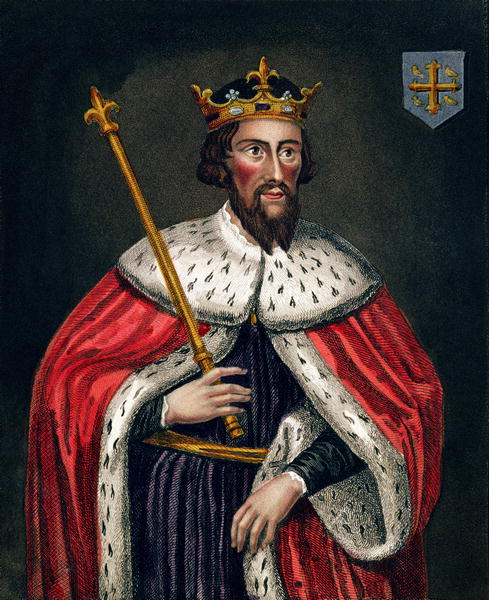
Альфред Великий 871-899 Король Уэссекса
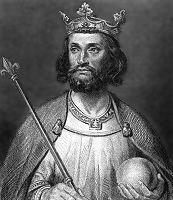
Эд Парижский 888-898 Король Западно-Франкского королевства
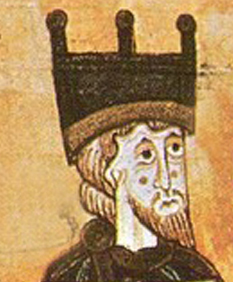
Альфонсо III Великий 866-910 Король Астурии
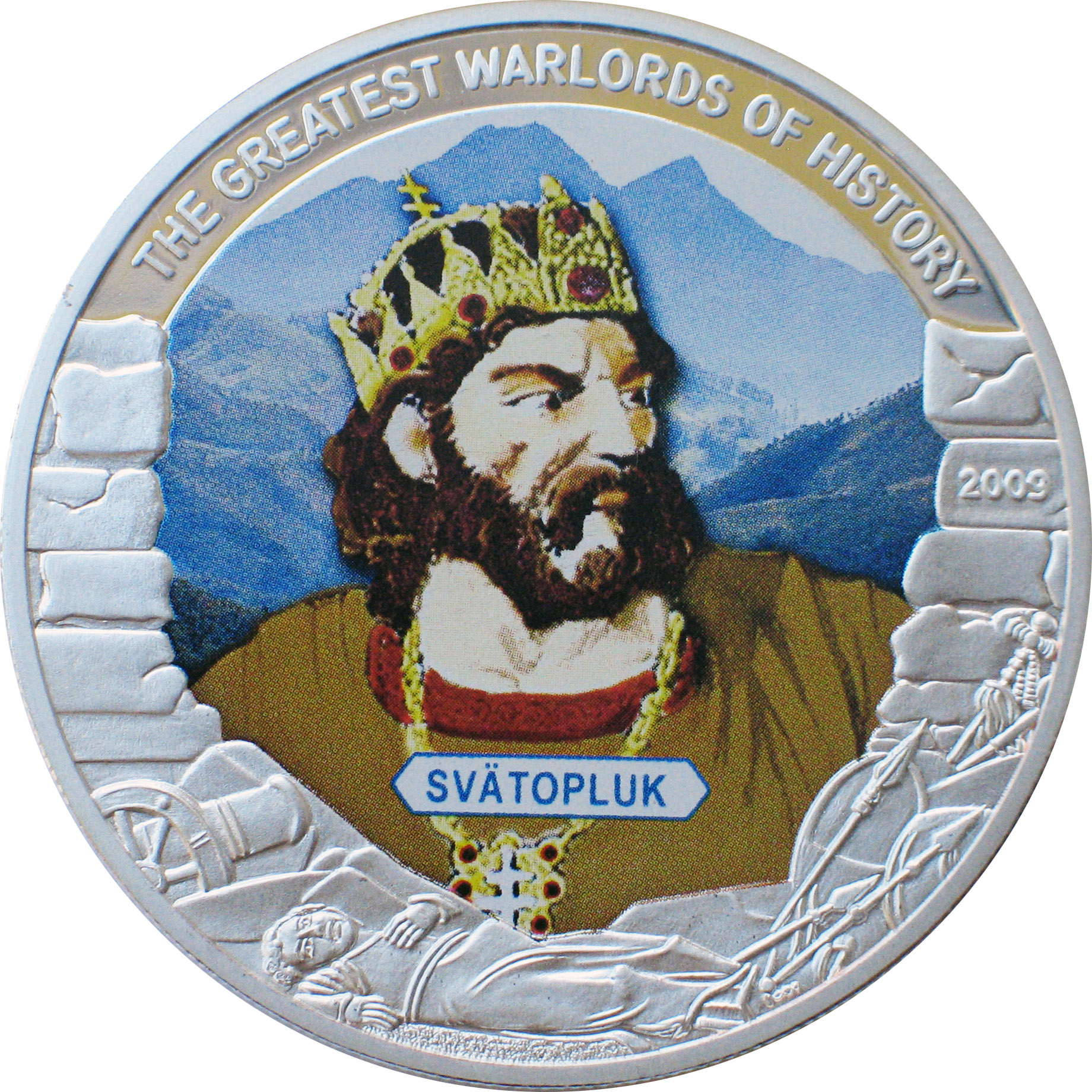
Святополк 870-894 Князь Великой Моравии
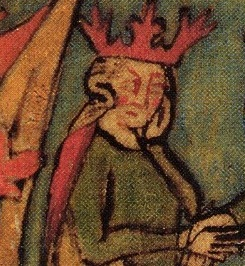
Харальд I Прекрасноволосый 872-930 Король Норвегии
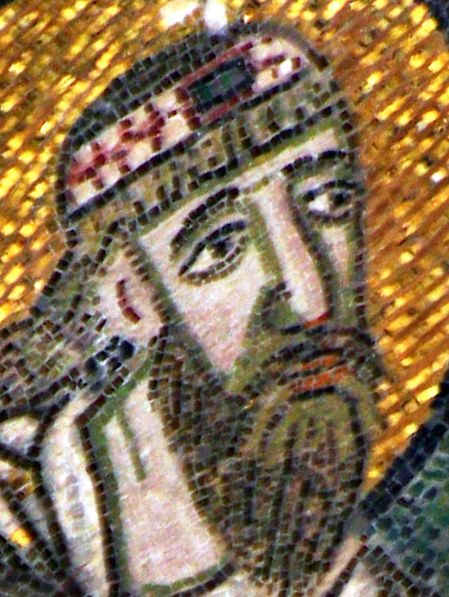
Лев VI 886-912 Император Византии
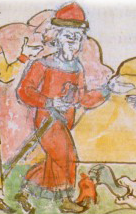
Олег 879-912 Князь Новгородский
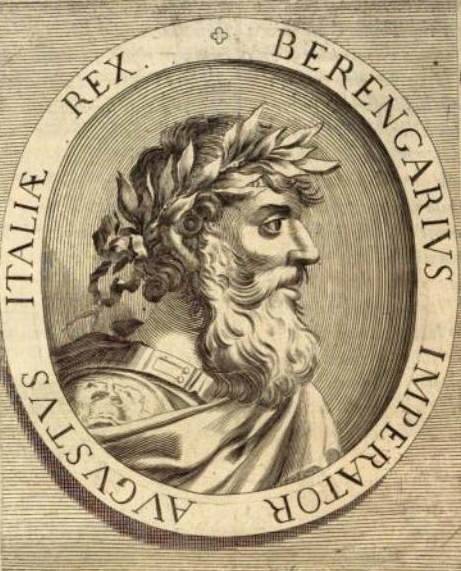
Беренгар I Фриульский 888-924 Король Италии
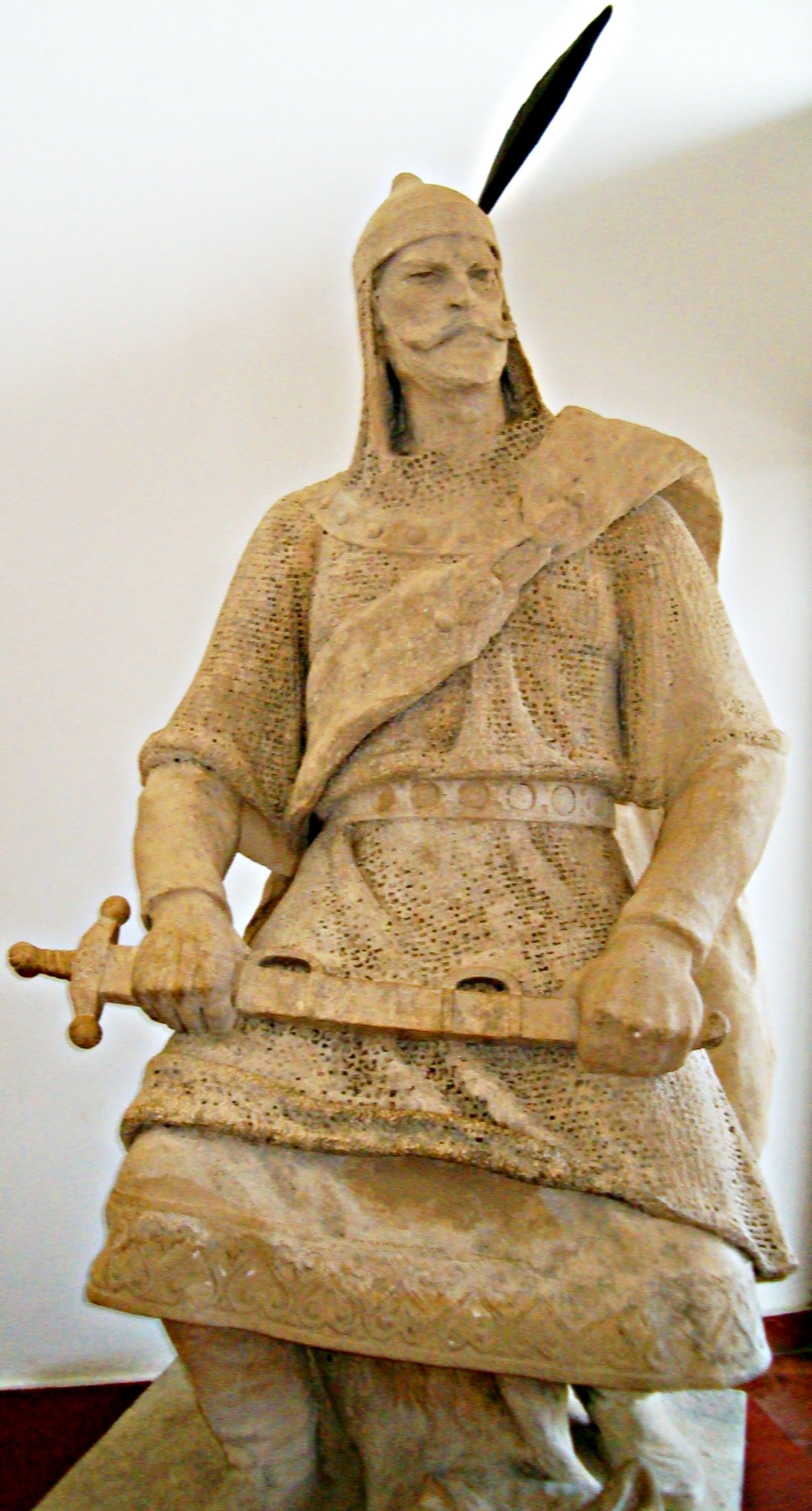
Арпад 889-907 Князь венгров
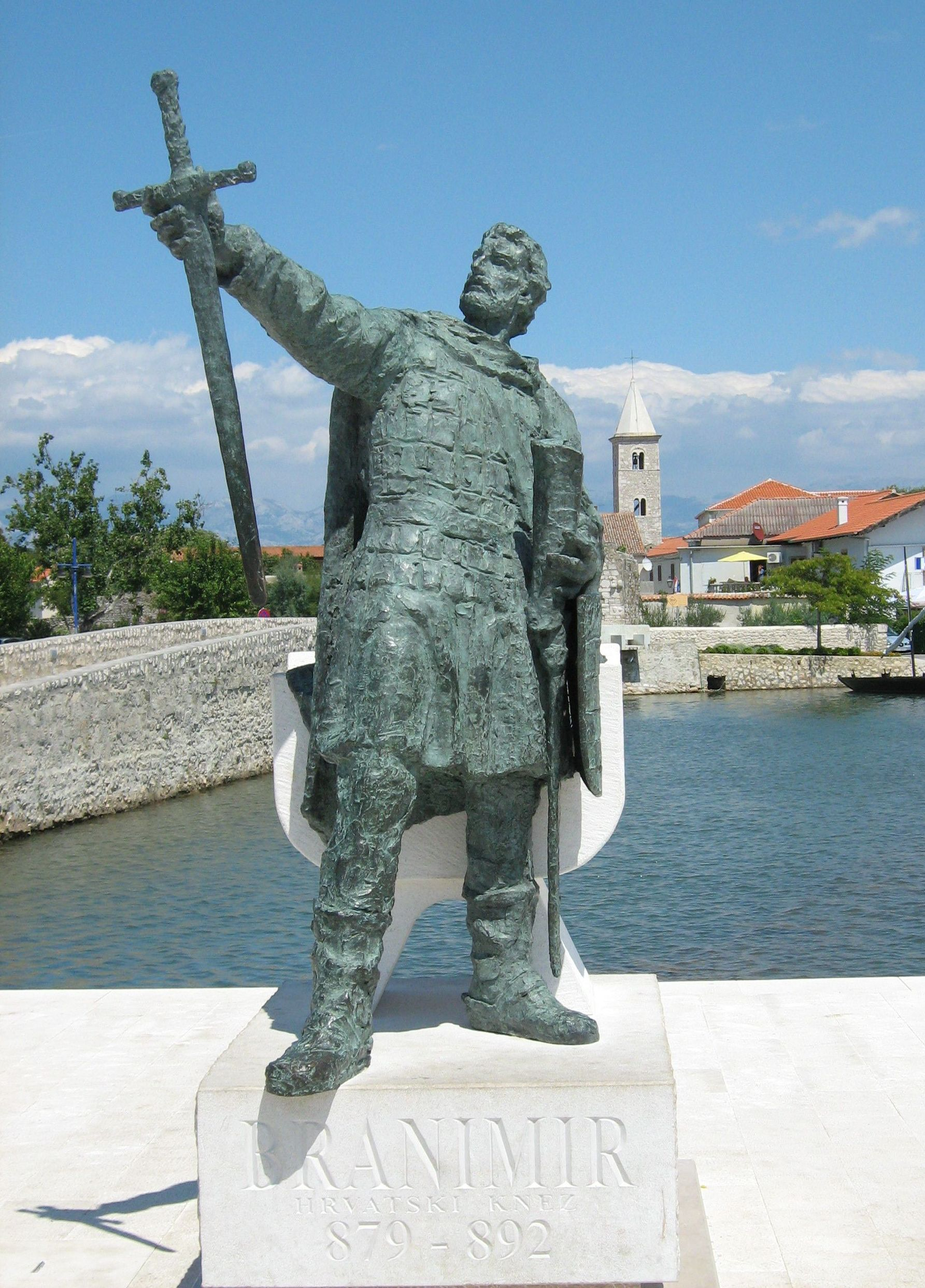
Бранимир 879-892 Князь Хорватии
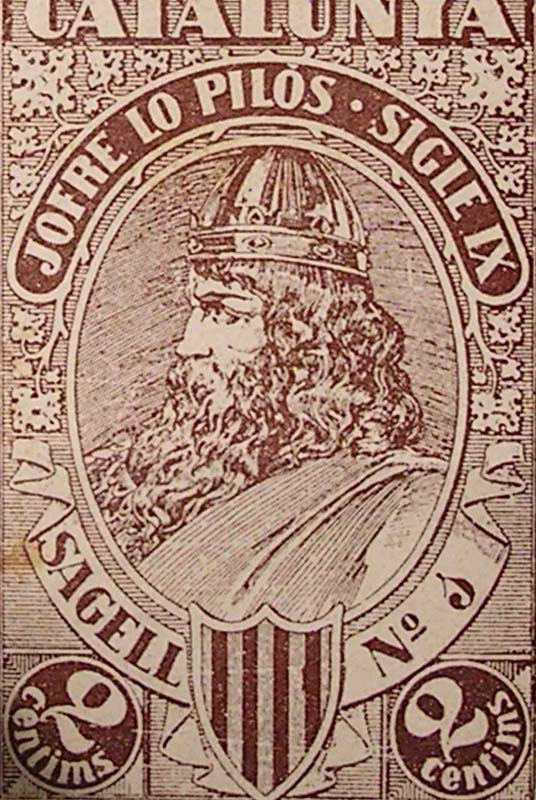
Вифред Волосатый 878-897 Граф Барселоны
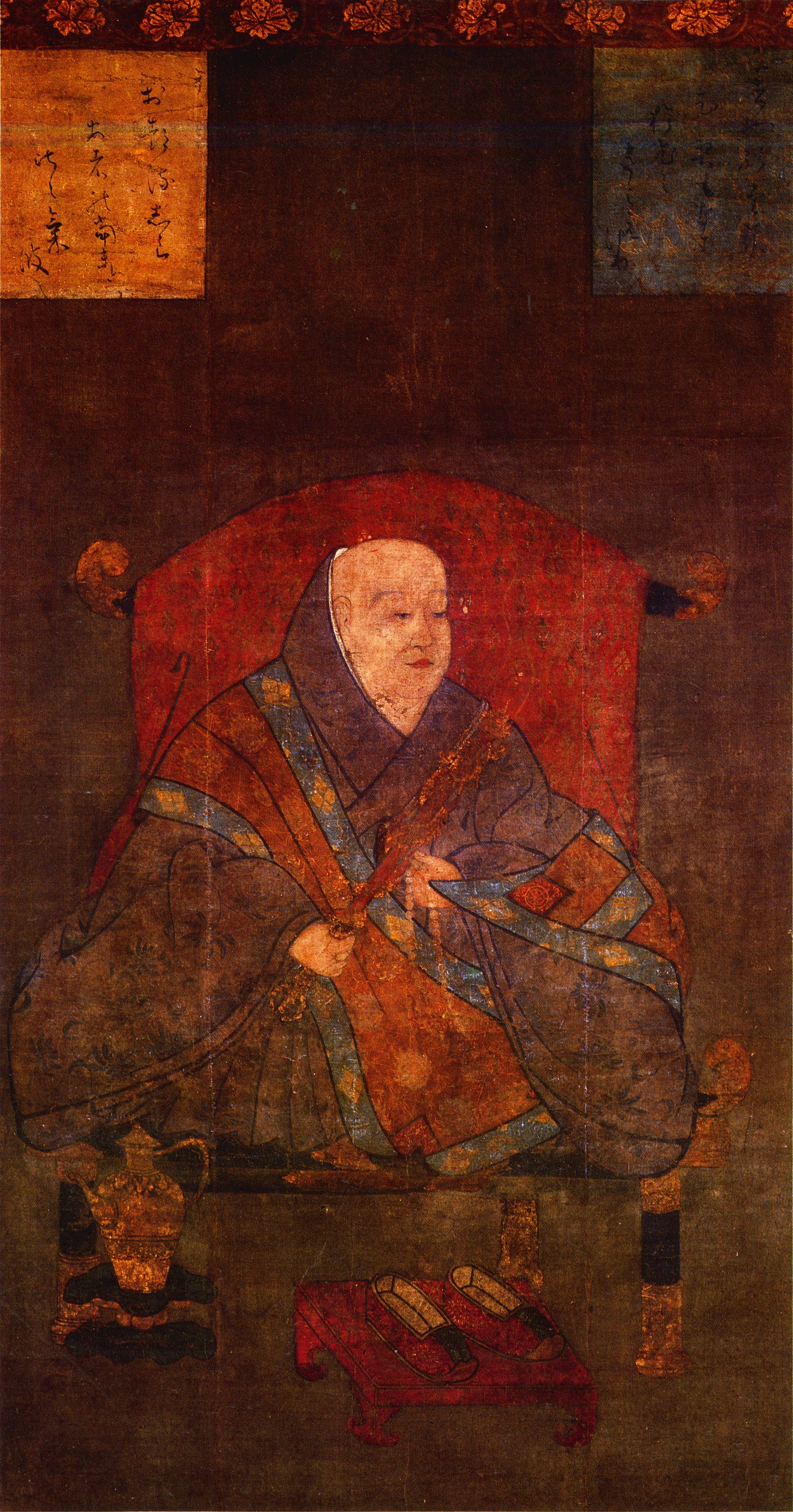
Уда 887-898 Император Японии
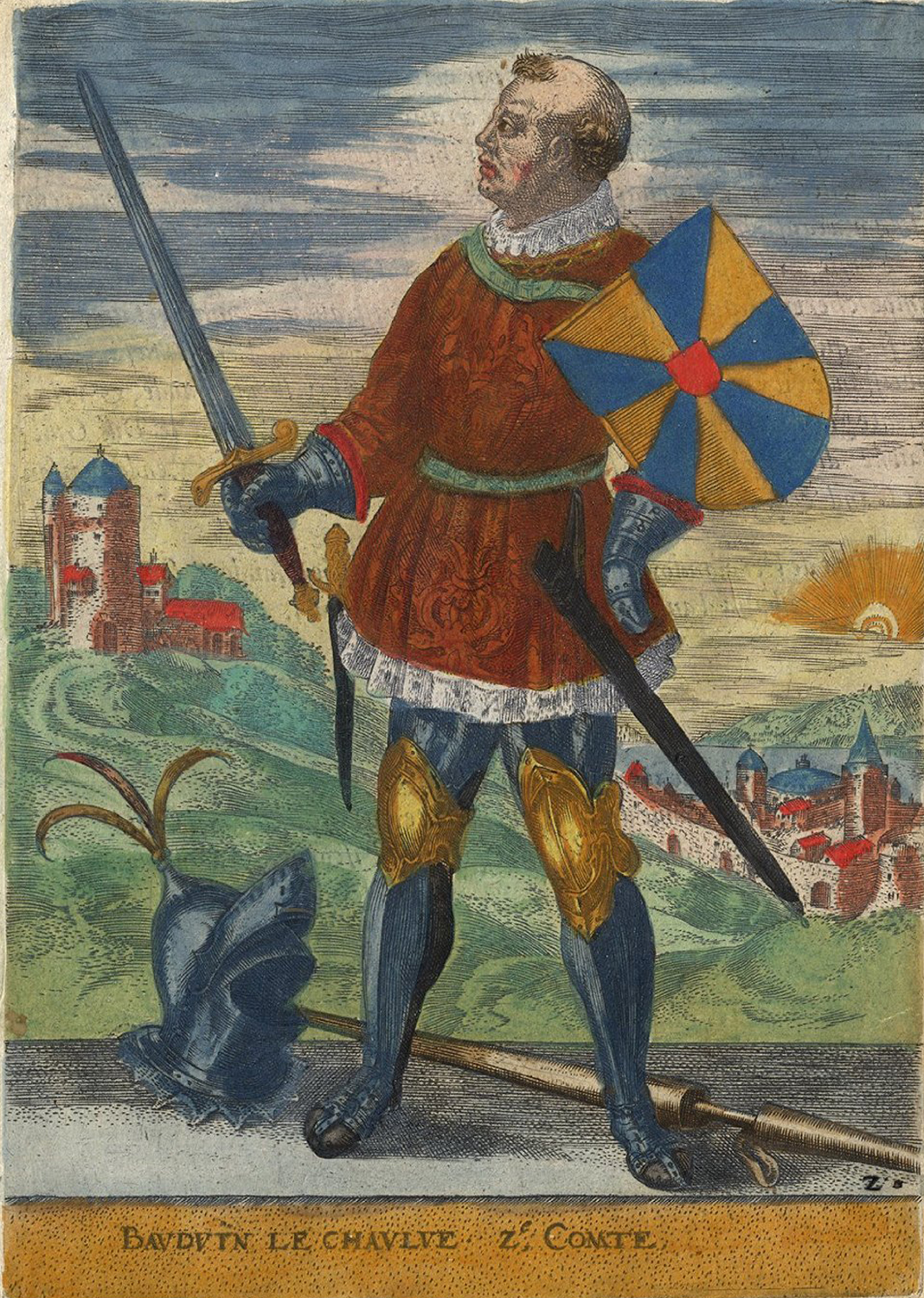
Бодуэн II 879-918 Граф Фландрский
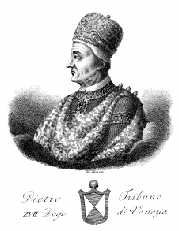
Пьетро Трибуно 888-912 Дож Венеции
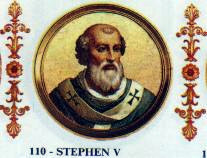
Стефан V (VI) 885-891 Папа римский